# Postleitzahl (Indien)

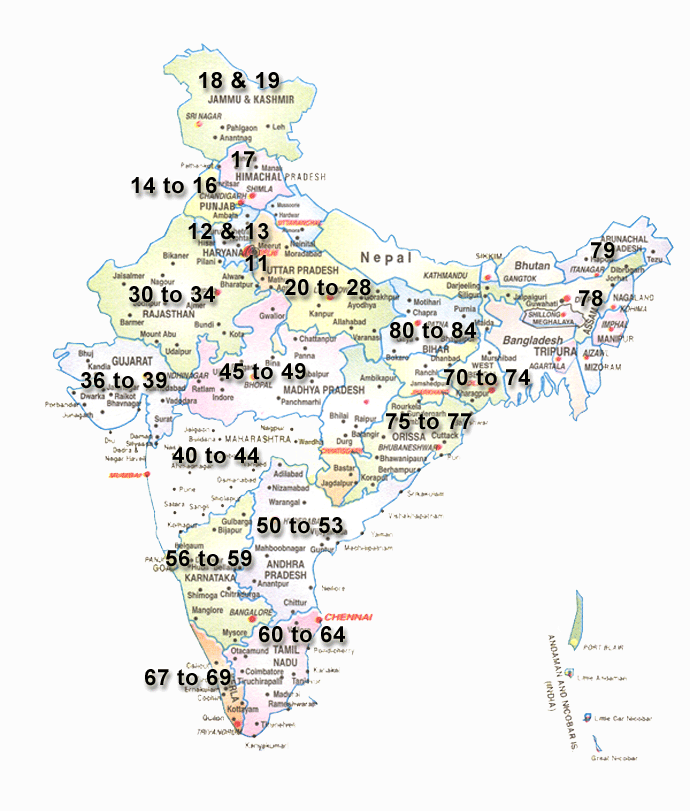
Verteilung der PIN Codes in Indien

Eine Postal Index Number oder PIN ist die am 15. August 1972 eingeführte Postleitzahl der India Post.
Die indischen Postleitzahlen sind sechsstellig, die erste Ziffer beschreibt dabei eine der neun Postzonen (acht regionale, eine funktionale). Die zweite Ziffer bestimmt die Sub-Region, die dritte den Sortierdistrikt. Die übrigen drei Ziffern stehen für einzelne Postämter.
Die neun PIN Zonen sind:
- 1 – Delhi, Haryana, Punjab, Himachal Pradesh, Jammu & Kaschmir, Chandigarh
- 2 – Uttar Pradesh, Uttarakhand
- 3 – Rajasthan, Gujarat, Dadra und Nagar Haveli und Daman und Diu
- 4 – Goa,  Maharashtra, Madhya Pradesh, Chhattisgarh
- 5 – Andhra Pradesh, Karnataka
- 6 – Tamil Nadu, Kerala, Pondicherry, Lakshadweep
- 7 – Orissa, Westbengalen, Arunachal Pradesh, Nagaland, Manipur, Mizoram, Tripura, Meghalaya, Andamanen und Nikobaren
- 8 – Bihar, Jharkhand
- 9 – Militär: Army Post office (APO) and Field Post office (FPO)

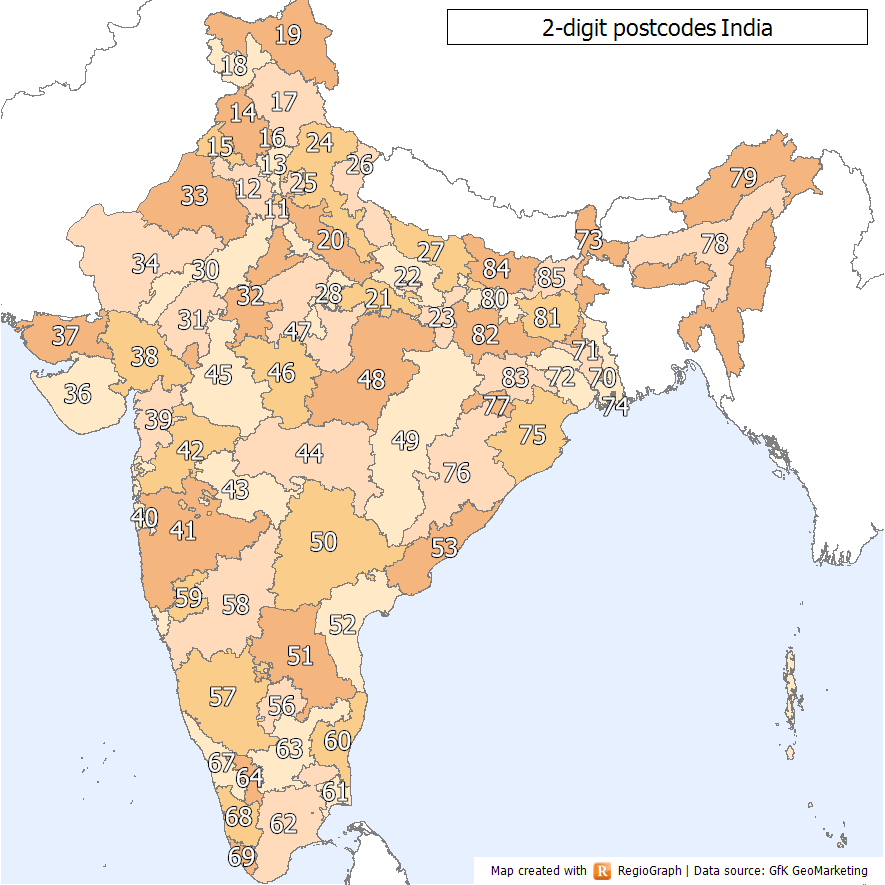
Übersicht über die regionale Verteilung der zwei Startziffern

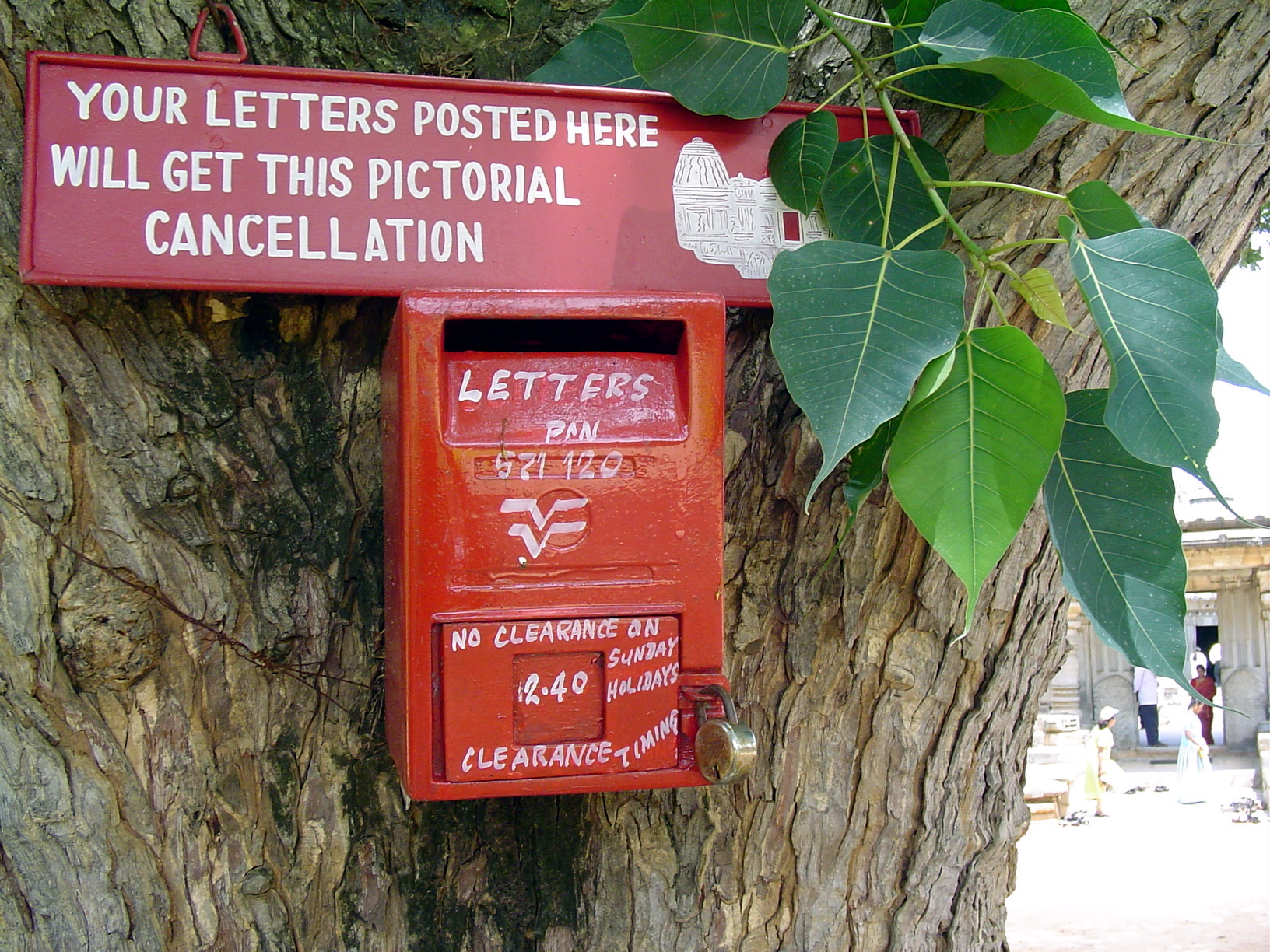
Briefkasten mit PIN (571 120)

| Startziffern der PIN | Post Region           |
| -------------------- | --------------------- |
| 11                   | Delhi                 |
| 12 + 13              | Haryana               |
| 14 + 15              | Punjab                |
| 16                   | Chandigarh            |
| 17                   | Himachal Pradesh      |
| 18 + 19              | Jammu & Kaschmir      |
| 20 - 28              | Uttar Pradesh         |
| 30 - 34              | Rajasthan             |
| 36 - 39              | Gujarat               |
| 40                   | Goa                   |
| 40 - 44              | Maharastra            |
| 45 - 48              | Madhya Pradesh        |
| 49                   | Chhattisgarh          |
| 50 - 53              | Andhra Pradesh        |
| 56 - 59              | Karnataka             |
| 60 - 64              | Tamil Nadu            |
| 67 - 69              | Kerala                |
| 682                  | Lakshadweep (Inseln)  |
| 70 - 74              | Westbengalen          |
| 744                  | Andamanen & Nicobaren |
| 75 - 77              | Orissa                |
| 78                   | Assam                 |
| 79                   | Arunachal Pradesh     |
| 793, 794, 783123     | Meghalaya             |
| 795                  | Manipur               |
| 796                  | Mizoram               |
| 799                  | Tripura               |
| 80 - 85              | Bihar and Jharkhand   |